# Phoenicolacerta laevis
Phoenicolacerta laevis är en ödleart som beskrevs av Gray 1838. Phoenicolacerta laevis ingår i släktet Phoenicolacerta och familjen lacertider.
Denna ödla förekommer i Israel, Libanon, västra Syrien samt i angränsande regioner av Turkiet och Jordanien. Den lever i låglandet och i bergstrakter upp till 1800 meter över havet. Exemplaren vistas i klippiga områden, på gräsmarker och i trädgårdar. Honor lägger ägg.
Lokala bestånd hotas av landskapsförändringar. Hela populationen anses vara stabil. IUCN listar arten som livskraftig (LC).

## Underarter
Arten delas in i följande underarter:
- P. l. laevis
- P. l. troodica